# Conium

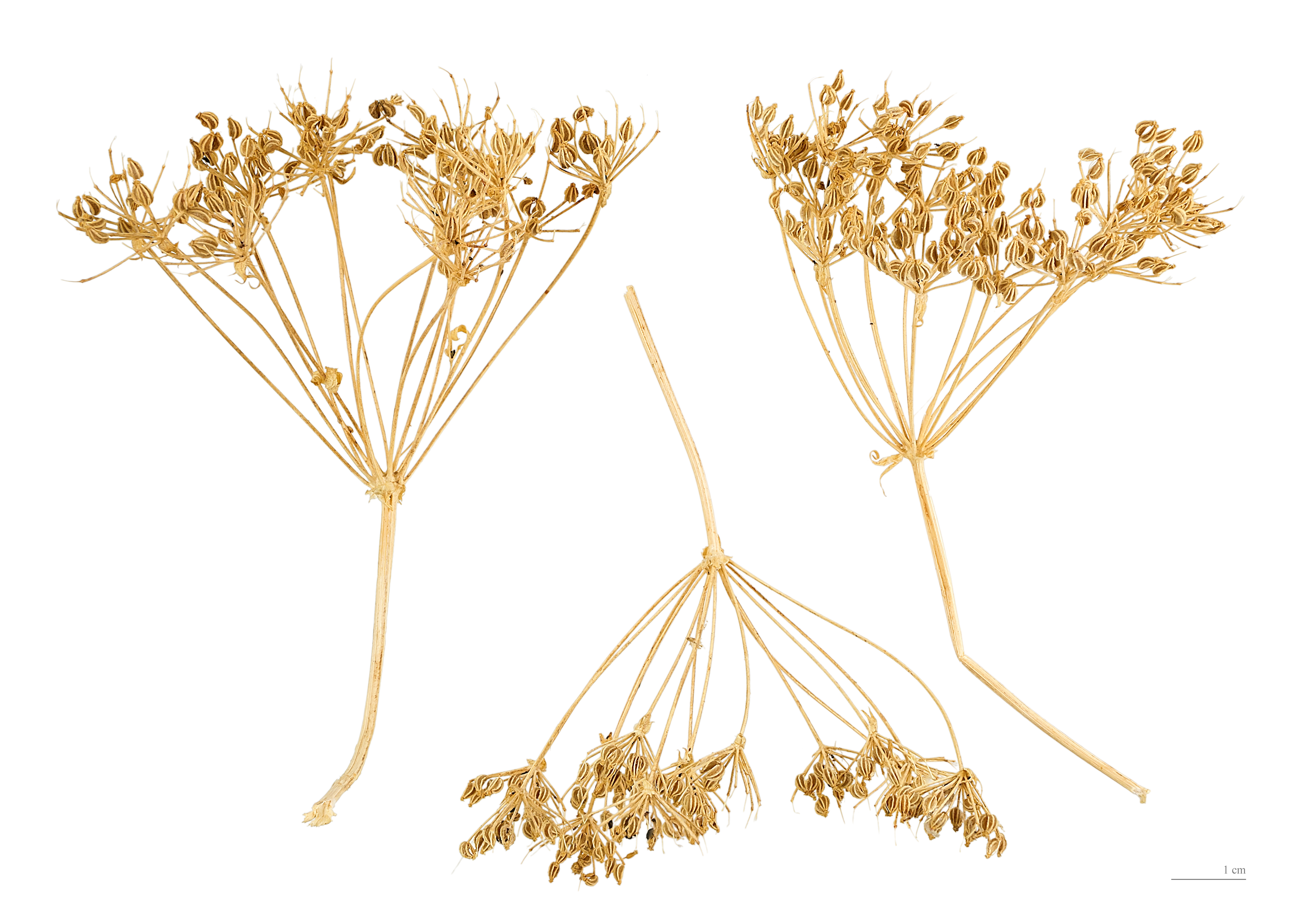
Conium maculatum - MHNT

Conium L. é um género botânico pertencente à família Apiaceae. O veneno cicuta (não confundir com o género da mesma família Cicuta) é obtido a partir de uma espécie deste género, o Conium maculatum.

## Espécies
- Conium chaerophylloides
- Conium fontanum
- Conium maculatum
- Conium rigens
- Conium sphaerocarpum

## Classificação do gênero
| Sistema | Classificação                    | Referência               |
| ------- | -------------------------------- | ------------------------ |
| Linné   | Classe Pentandria, ordem Digynia | Species plantarum (1753) |